# مزرعة أحمد محمدي
مزرعة أحمد محمدي (بالفارسية: مزرعه احمدمحمدی) هي مستوطنة تقع في قسم باغلي ماراما الريفي في إيران. يقدر عدد سكانها بـ 662 نسمة .